# 치아구 시오네크
치아구 랑헬 시오네크(포르투갈어: Thiago Rangel Cionek, 1986년 4월 21일 ~ )는 레지나에서 센터 백으로 활약하고 있는 폴란드계 브라질인 축구 선수이다. 폴란드와 브라질 이중국적자이며, 폴란드 국가대표로 활동했다.

## 수상
야기엘로니아 비아위스토크
- 폴란드 컵: 2010
- 폴란드 슈퍼 컵: 2010